# Sjevernoasamski narodi
Sjevernoasamski narodi, narodi koji se služe sjevernoasamskim jezicina, jednoj od glavnih skupina tibetsko-burmanske etnolingvističke porodice. Sjevernoasamski narodi žive najvećim dijelom u sjevernom Assamu i susjednim krajevima Kine (Tibet) gdje su poznati kao Deng. Dengi s podijeljeni na dvije manje skupine iz doline rijeke Zayu koje govore dva jezika darang deng i geman deng, a poznati su po tome što uvijek hodaju bosi.
Druga veća skupina poznata je pod kolektivnim nazivom Tani i služe se s 11 jezika. 

## Popis Naroda
- Adi, čije ime znači  'brđanin' , skupina plemena: Adi, Minyong, Padam, Pasi.
- Apatani
- Darang Deng
- Digaru ili Digaro Mishmi (možda im ne pripadaju)
- Galong
- Geman Deng
- Khowa ili Khoa, govore jezikom bugun.
- Miju
- Miri
- Mishmi Idu ili Chulikotta.
- Na
- Nisi, zvani i Dafla (=divlji čovjek)
- Sulung.

## Vanjske poveznice
- Language Family Trees: North Assam